# Edmund Cooper
Edmund Cooper, né le 30 avril 1926 à Marple (en) (Grand Manchester) et mort le 11 mars 1982  à Chichester en Angleterre, est un écrivain britannique de science-fiction.

## Biographie et caractéristiques de l'œuvre
Ouvrier, marin de la marine marchande de 1944 à 1946, puis instituteur, il débute dans l'écriture au milieu des années 1950. Ses romans sont souvent noirs et apocalyptiques.
Dans son œuvre la plus marquante, Le Jour des fous, il imagine un monde où seuls survivent à de mystérieuses radiations les fous, les obsédés, les déclassés… et le parcours d'un homme apparemment lucide, condamné à survivre.
Cooper a été critique littéraire spécialisé en science-fiction pour le Sunday Times de 1967 à 1982.
Outre son nom réel, il a publié sous divers pseudonymes : George Kinley, Broderick Quain, Martin Lester et Richard Avery.

## Œuvre
- Pygmalion 2113, Éditions Denoël, no 32, 1959 ((en) Deadly Image, 1958).
- Pas de quatre, Éditions Denoël, no 79, 1964 ((en) Transit, 1964).
- Le Jour des fous, Marabout Science-Fiction, no 391, 1971 ((en) All Fools' Day, 1966).
- Les Belles dames du siècle prochain, Presses de la Cité,, 1969 ((en) Five to Twelve, 1968).
- L'Étreinte de vénus, JC Lattès, no 51, 1982 ((en) Kronk, 1970).
- Le Dernier continent, Marabout Science-Fiction, no 489, 1974 ((en) The last continent, 1970).
- La Dixième planète, Éditions Denoël, no 221, 1976 ((en) The tenth planet, 1973).
- Le Cercle de feu, Galaxie-bis, no 93, 1983 ((en) Prisoner of fire, 1974).